# Mazanka

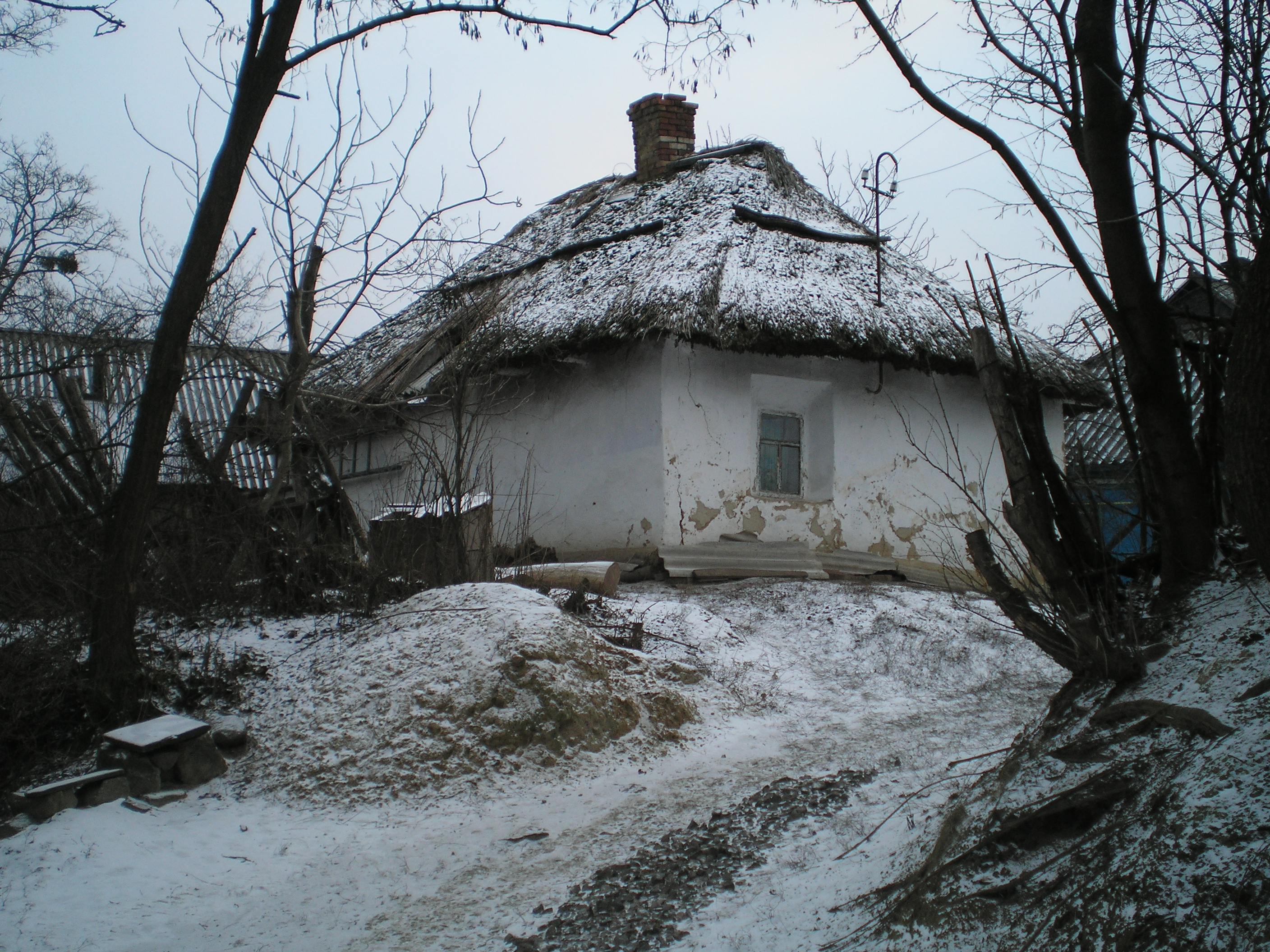
Mazanka

Une mazanka (en ukrainien : Ма́занка, biélorusse : Ма́занка, russe : Ма́занка) est un type de maison de village ou khata en Ukraine, en Biélorussie et dans le sud de la Russie . 
Les murs des mazankas sont formés à partir d'un carcasse faite de fines branches d'arbres ou de fagots ou encore de briques crues appelées adobes et recouvertes d'argile, suivant la technique du pisé. Les murs ainsi formés sont ensuite chaulés à l'intérieur et à l'extérieur.
L'adobe ou brique crue est obtenue en mélangeant de l'argile, de la paille et parfois du fumier, puis en les faisant sécher au soleil et non au four.
Il y a 6000 ans que la technique de la construction de mazankas est maîtrisée par l'homme et s'est répandue dans les climats chauds et tempérés.
La mazanka est la maison rurale traditionnelle en Ukraine construite suivant cette technique. On confond parfois avec la khata en prenant ces noms comme synonymes. Mais khata est seulement le nom commun des maisons des localités slaves orientales d'Ukraine de Biélorussie et du sud de la Russie.
Les toits des khatas sont généralement recouverts de paille, abandonnée après le battage de la récolte de céréales ou de roseaux (toit de chaume).  
Des mazankas ukrainiennes sont installées au musée d'architecture populaire d'Ukraine (en) à Kiev. Dans certaines d'entre elles, les intérieurs ont été rénovés.

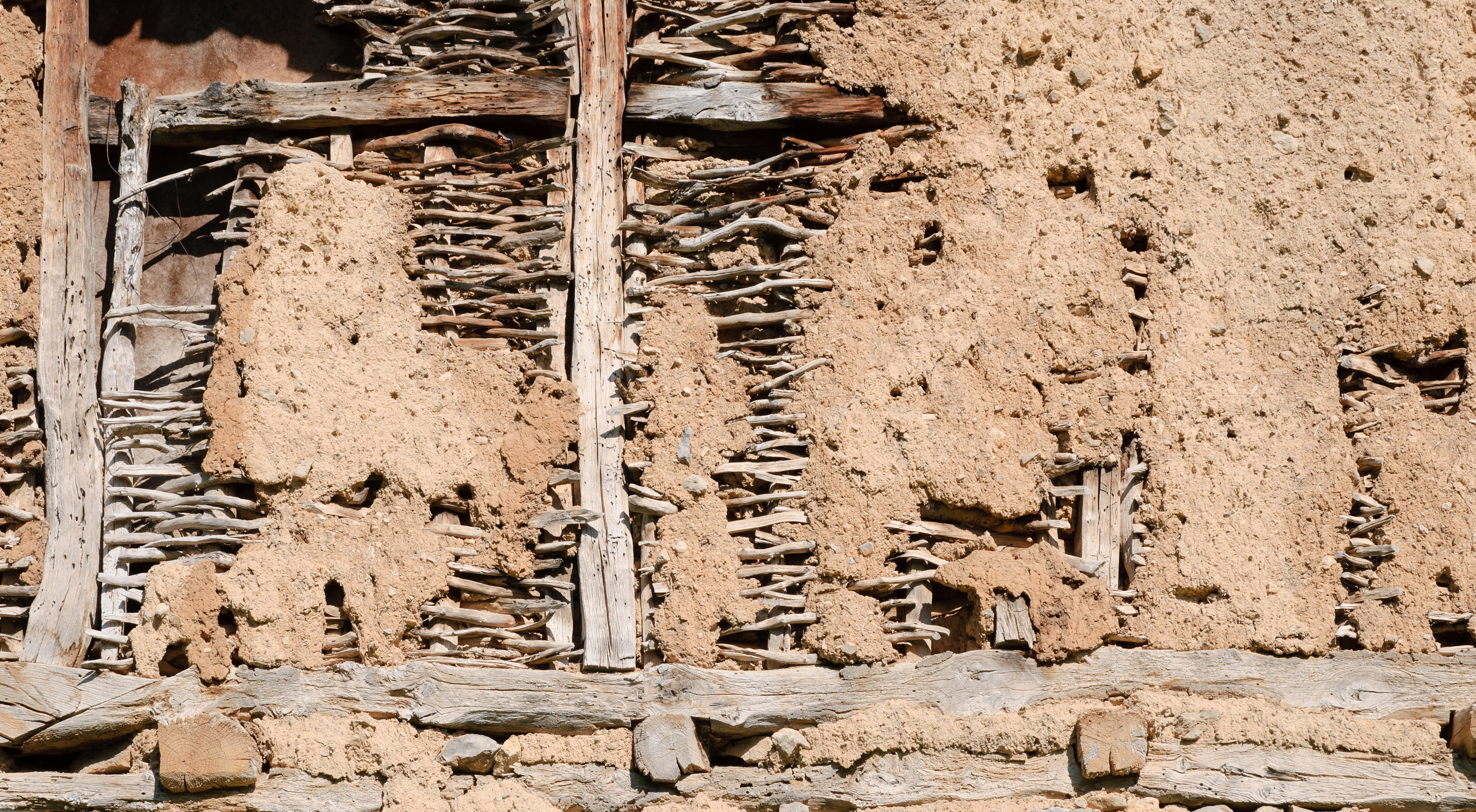
Mur en torchis
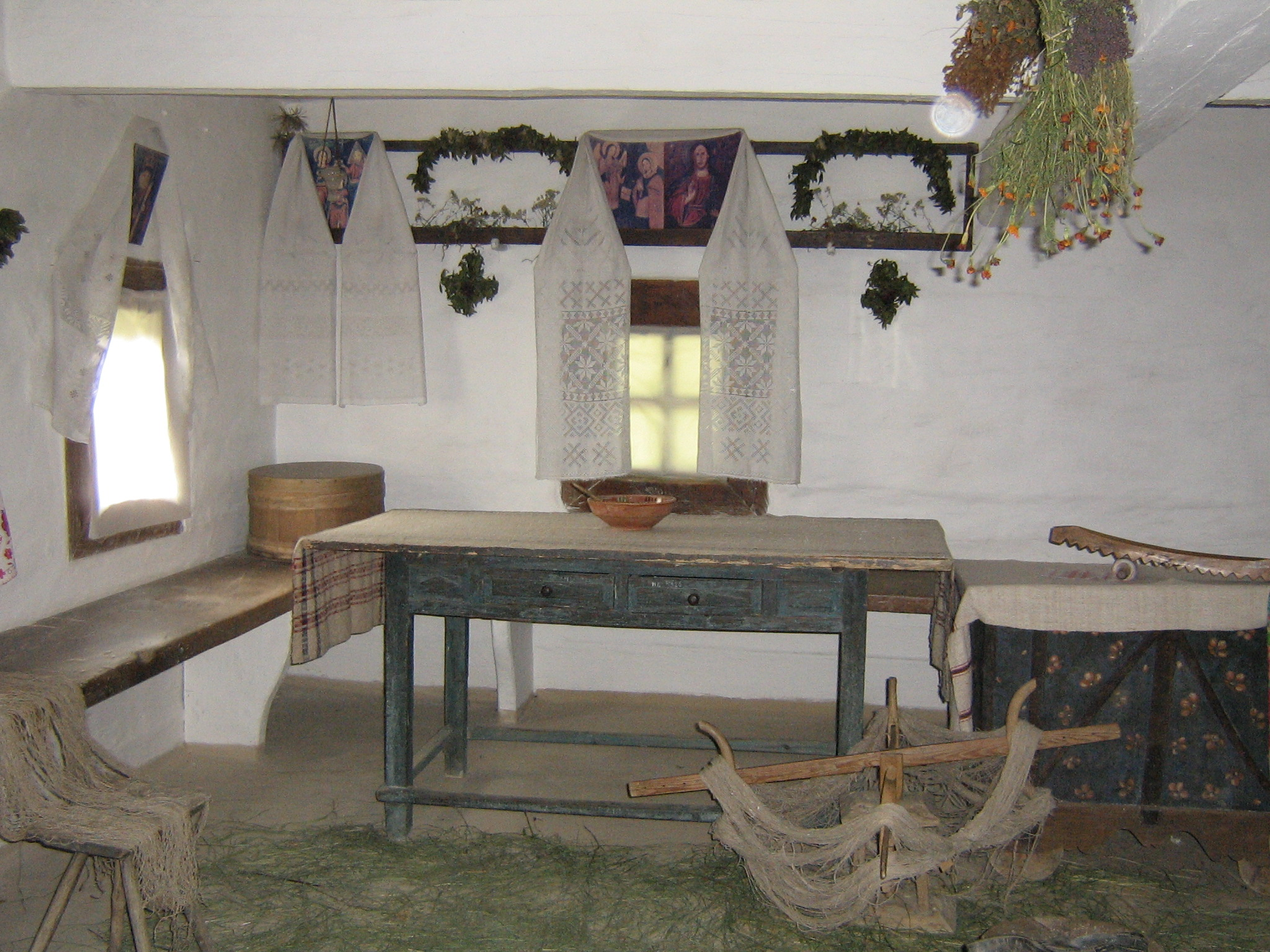
Intérieur d'une mazanka au musée de Kiev d'architecture populaire